# コルブト・フリップ

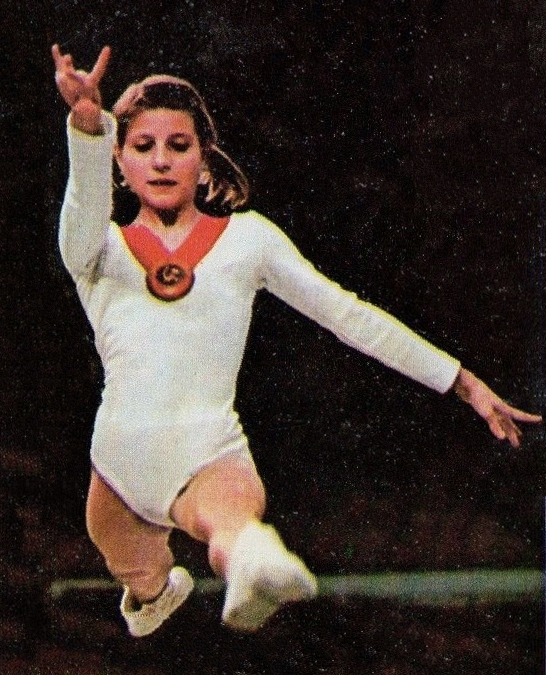
1972年ミュンヘンオリンピックのコルブト。

コルブト・フリップ（別名:コルブト宙返り、デッドループ、英: Korbut flip、露: Петля Корбут）は、体操の段違い平行棒のフリップ技である。ソビエト社会主義共和国連邦（当時）の体操選手：オルガ・コルブトによって初めて国際的大会において披露された。

## 解説
高い方の平行棒に立ち、バックフリップで同じ棒を掴むという技であり、1972年ミュンヘンオリンピックで初披露された。五輪当時17歳で「スズメ」と呼ばれていた容姿でありながら、リュドミラ・ツリシチェワ以上の印象を与えた。
コルブトは段違い平行棒が得意であったが、予選では失敗してしまい、涙を流していた。しかし決勝でコルブト・フリップを見せ、審査員は10点満点中9.8点を与えた。
その後、2009年に平行棒の上に立つことが禁止され、一時的に平行棒の上で静止するコルブト・フリップは禁止されることとなった。しかし、実際はその危険性故に禁止にされたという説も見受けられる。この説はかなり広まっており、NYデイリーニュースはコルブト・フリップ禁止の理由を「危険であること」と報道している他、ドイツのメディアもこの説で禁止されたと報じている。